# 科斯图尔
科斯图尔，是西班牙瓦伦西亚自治区卡斯特利翁省的一个市镇。总面积22平方公里，总人口466人（2001年），人口密度21人/平方公里。